# Dimityr Sawow
Dimityr Stefanow Sawow (bułg. Димитър Стефанов Савов, ur. 5 września 1887 w Wracy, zm. 18 sierpnia 1951 w Belene) – bułgarski przedsiębiorca i polityk, minister finansów (1944), deputowany do Zgromadzenia Narodowego 24. (1938—1939) kadencji.

## Życiorys
Syn Stefana i Marii. Ukończył gimnazjum w Sliwenie, a następnie studiował finanse w Berlinie. Studia kontynuował w 1912 w Paryżu. Po powrocie do kraju zajmował się handlem. Po I wojnie światowej wchodził w skład rady nadzorczej Bułgarskiego Banku Kredytowego, a następnie banku francusko-bułgarskiego. W 1927 objął stanowisko wiceprzewodniczącego Bułgarskiej Izby Przemysłowo-Handlowej, a wkrótce potem przewodniczącego. W 1938 został wybrany deputowanym do Zgromadzenia Narodowego 24. kadencji.
1 czerwca 1944 wszedł do rządu Iwana Bagrianowa jako minister finansów. Po przejęciu władzy przez komunistów aresztowany. Stanął przed Trybunałem Ludowym, wraz z innymi ministrami rządu Bagrianowa. Skazany na 15 lat więzienia. Zwolniony po 18 miesiącach. W 1947 został ponownie aresztowany i osadzony w obozie Belene. Zmarł 18 sierpnia 1951 w obozie. W 1996 Sąd Najwyższy anulował wyrok komunistycznego sądu w sprawie Dimityra Sawowa.
Był żonaty, miał troje dzieci. Jeden z jego synów, Stefan był deputowanym do Zgromadzenia Narodowego.